# Белецкий, Зиновий Яковлевич
Зино́вий Я́ковлевич Беле́цкий (1901, с. Лазуки (ныне Витебская область) — 1969, Москва) — советский философ-марксист, профессор (1929). Основатель научной школы по социальной философии.

## Биография
Родился в крестьянской семье. Учился в учительской (по другим данным, в духовной) семинарии.
Член РКПб с 1919 года. Окончил медицинский факультет МГУ (1925), естественное отделение Института красной профессуры (1929).
В 1929—1933 гг. на научно-педагогической работе в Ростовском-на-Дону университете.
В 1929 году был удостоен звания профессора без защиты докторской диссертации, как закончивший Институт красной профессуры.
В 1933—34 годах — директор Ростовского-на-Дону института марксизма-ленинизма.
В 1934—43 годах работал научным сотрудником и партийным секретарём в Институте философии АН СССР. С 1942 года также работал в МГУ имени М. В. Ломоносова. В 1944 году был одним из инициаторов снятия Сталинской премии с третьего тома «Истории философии»:
Исследователи Г. С. Батыгин и И. Ф. Девятко отмечали:

Позицию Белецкого, считавшего всю гегелевскую философию «идеалистической шелухой», Митин назвал «крайне вульгаризаторской, пределом вульгаризма и ревизией ленинских и сталинских установок». Действительно, высказывания Белецкого, известные философской общественности, отличались крайней экстравагантностью. Что там Гегель! По словам Чернышева, до зимы 1943—1944 г. возглавлявшего философский факультет 1-го МГУ, Белецкий утверждал, что и Гёте — порядочная сволочь. В мятежном порыве Фауста профессор усмотрел сходство с империалистическим «беспокойством» Гитлера. Белецкий требовал выбросить из плана семинарских занятий студентов всех идеалистов и изучать только материалистов. На этом основании Чернышев с Быховским назвали его невеждой, а Асмус со свойственным ему дипломатическим достоинством сказал так: «Не понимаю, как можно такое писать».
И самый мощный удар по пасквилянту нанес директор Института философии Юдин. Он рассказал, что Белецкого уволили из института в 1943 г. за «бурную бездеятельность», что он ничего не написал и даже не защитил диссертацию. Этот вопрос вновь возник на следующем заседании, когда Белецкий по-товарищески спросил Юдина: «А сам ты защищал диссертацию?». Юдин простодушно ответил: «Нет». К этому обстоятельству вдруг проявил большой интерес Маленков. «Никакой?!», — спросил он. «Никакой», — ответил Юдин, который уже несколько лет был членом-корреспондентом Академии наук. Тема повисла в воздухе и обвинять Белецкого в том, что он не кандидат наук, стало как-то неловко. А Кольман — комиссар, эрудит и полиглот — засвидетельствовал, что диссертацию Белецкого о развитии психики Быховский с Юдиным просто не пустили на защиту, хотя работу положительно оценил Рубинштейн. «Я считаю,— сказал Колыхая, — что Белецкий знает Гегеля лучше, чем Быховский».

В 1943—53 годах заведовал кафедрой диалектического и исторического материализма философского факультета МГУ. В. С. Молодцов сыграл основную роль в расформировании его кафедры.
С 1953 года возглавлял кафедру диалектического и исторического материализма гуманитарных факультетов МГУ имени М. В. Ломоносова, был освобождён от заведования ею с формулировкой «за отрыв философии от политики». Покинул МГУ (уволен по обвинению в гносеологизме) и с 1955 года работал профессором в Московском инженерно-экономическом институте.
Входил в редакционную коллегию журнала «Вестник Московского университета». 
Награждён орденом Трудового Красного Знамени (1944) и другими наградами.

## Белецкий и советская наука

### Философия

#### Первое письмо Сталину
В 1944 году инициировал снятие Сталинской премии с третьего тома «Истории философии» (по немецкой классической философии, редакторы: Г. Ф. Александров, Б. Э. Быховский, М. Б. Митин, П. Ф. Юдин).
18 ноября 1946 года в письме к И. В. Сталину (обнаружено А. Д. Косичевым в архиве ЦК КПСС) Белецкий писал следующее:
Дорогой Иосиф Виссарионович!
Приблизительно 21/2 года тому назад было вынесено решение Центрального Комитета партии о 3-м томе «Истории философии», вышедшем под редакцией тт. Александрова, Быховского, Митина и Юдина.
Решение ЦК было воспринято как дальнейшее развитие указаний, данных Вами ещё в 1931 г. о меньшевиствующем идеализме. Тем более, что 3-й том истории философии представлял собой яркий образец аполитического, безыдейного изложения истории философии.
Однако сейчас это решение ЦК оказалось сведенным на нет. Оно истолковывается в новом смысле. Выдвинута странная теория о том, что это решение вынесено не в связи с какими-то принципиальными, теоретическими ошибками, допущенными в 3-м томе, а по конъюнктурным соображениям: шла, мол, война с немцами, нужно было тогда их бить.
Война закончилась. Теперь следует всё поставить на прежнее место. Немецкая философия должна занять своё прежнее положение. Конъюнктурность-де отпала.
Эта точка зрения кажется нелепой и на неё не следовало бы указывать, если бы она не была сейчас подкреплена делами.

Академик Т. И. Ойзерман в связи с этим вспоминал:
Сталин вызвал Александрова (Александров это потом мне рассказывал, когда уже не работал в ЦК, а был директором Института философии) показал ему письмо и спросил: «Какого вы мнения?».
Александров ответил: «Ну что можно сказать, Белецкий человек не сведущий в философии, не образованный, он мало чего понимает вообще в философии».
А Сталин ему говорит: «Возможно, что он человек не очень знающий, но политическое чутье у него есть».
 Ойзерман далее отмечал, что:
И после этого Белецкий стал непререкаемым авторитетом на философском факультете. Он даже сказал, что надо изъять из списка рекомендательной литературы работу Ленина «Три источника и три составных части марксизма». Изъяли. Но при этом он был закоренелым догматиком. Но достаточно умным догматиком, то есть понимал, где надо держаться догмы, а где не надо. 

#### Второе письмо Сталину
Являлся инициатором организованной в 1947 году философской дискуссии по книге академика Г. Ф. Александрова «История западноевропейской философии». Ойзерман вспоминал:
Второе письмо Сталину было насчёт книги Александрова «История западноевропейской философии», о том, что она страдает теми же пороками, что и третий том «Истории философии», несмотря на то, что Александров мог учесть решение ЦК в новом издании книги. Опять вышло постановление ЦК обсудить книгу Александрова.
Александров сам организовал это: своим заместителям, М. Т. Иовчуку, П. Н. Федосееву поручил провести обсуждение. И прошло довольно гладко: говорили о мелких недостатках. Но в ЦК решили, что это никуда не годится. А. А. Жданов сделал доклад. И тут началось: раздолбали Александрова весьма сильно. Белецкий почему-то не присутствовал: наверное, болел, но текст он представил, и он был опубликован в первом номере «Вопросов философии». 
Он там цитирует «Немецкую идеологию», Маркса и Энгельса в частности, то место, где говорится, что из философии надо выпрыгнуть и заняться положительным. Грамотный человек должен был понять, что это ранняя работа, в которой много положений, от которых Маркс и Энгельс потом отказались. Вроде того, что философия не имеет истории, что частная собственность и разделение труда — тождественные понятия. Но для Белецкого это не имело значения. Ему важно было, так сказать, вдарить. 

#### Третье письмо Сталину
Академик Т. И. Ойзерман вспоминал:
Третье письмо профессора Белецкого к Сталину было посвящено вопросу об объективной истине. Он вычитал в «Материализме и эмпириокритицизме» у Ленина какую-то фразу не очень складную, в том смысле, что объективная истина есть объективная реальность. Он, между прочим, однажды спросил: «Как вы понимаете объективную истину?». Я ответил: «По содержанию она, конечно, выражает объективную реальность, а по форме это всё-таки знание, познание». Ну, знаете, возражал он, Вы противопоставляете форму и содержание.
И вскоре начался спор, охвативший весь факультет. В конечном счете, вызвали нас в партком и предупредили: «Перестаньте заниматься этой схоластикой». Но Белецкий настаивал всё-таки на своём, и тогда вызвали нас в райком партии. И там сказали: «Предлагаем прекратить эту бесплодную дискуссию. Вопрос о том, что такое истина, решает Центральный комитет партии». […] К счастью, Сталин на письмо об объективной истине не ответил.

### Генетика
В 1947—48 годах активно участвовал в травле биологов-генетиков («борьба с морганистами») на биологическом факультете МГУ, поддерживая И. И. Презента и Т. Д. Лысенко, в частности редактировал доклад последнего на сессии ВАСХНИЛ 1948 года.
Во время кампании против космополитизма в 1949 году подчеркивал, что по национальности он — белорус (опасаясь, чтобы его не приняли за еврея). Впоследствии утверждал, что его травили оппоненты и что «его объявили главным космополитом в философии», однако единственный документ на эту тему, освещающий борьбу того периода в Институте философии Академии наук СССР не содержит упоминания о каких-либо репрессиях, а лишь о перепалке со взаимными обвинениями в «зажиме критики» на партийном собрании в МГУ в марте 1949 г.

## Научные идеи[15]
- Новые идеи в философии возникают не столько на основе созданного ранее культурологического материала, сколько на базе существующих социально-экономических отношений.
- Новые идеи определяются прежде всего конкретно-историческими условиями жизни общества, научный социализм не вносится в среду рабочего класса «извне», как утверждал Ленин, а вырабатывается в ней как выражение коренных интересов трудящихся.
- Марксистская философия является прямым выражением интересов пролетариата.
- Не марксизм должен быть понят в контексте истории философии, а история философии должна быть объяснена с точки зрения марксизма[6][16].
- Вся идеология эксплуататорских классов направлена на искажение истинной картины мира,.. идеалистическая философия является отражением интересов эксплуататорских классов.
- Объективная истина существует до человека и без человека.
- Относительная самостоятельность в развитии форм общественного сознания присуща только антагонистическим формациям, в условиях социализма уже нет относительной самостоятельности.

## Цитаты
- «Русская революционно-демократическая философия — единственная из всей домарксовской философии — не обладала относительной самостоятельностью, потому что она не противопоставляла себя народу».
- «На Западе до появления марксизма не было философии, которая выражала бы интересы трудящегося народа».
- «Не с вершины истории философии можно понять марксизм, а, наоборот, лишь с точки зрения марксизма можно понять и объяснить всю прошлую философию»[17].
- «Перед философией на первом плане стояли не столько интересы знания, сколько политические интересы того или иного класса, государства» (1947 г.)[18].
- «Марксистский подход требует умения понять философию как идеологию определённого общества, класса, государства… Только при таком изложении история философии приобретает смысл и перестает быть сборником философских терминов, она предстает как наука партийная».

## Отзывы
Академик Т. И. Ойзерман вспоминал, что когда он пришёл преподавать на философском факультете МГУ имени М. В. Ломоносова «Светлов меня предупреждал: „имейте в виду, что там есть очень опасный человек — профессор З. Я. Белецкий, будьте осторожны, пожалуйста, я и сам его побаиваюсь“». Сам Ойзерман отмечал о Белецком следующее: 
Это может быть и комплекс неполноценности. К тому же Белецкий был ещё горбатым — человек, обиженный природой. Научных работ он не писал. Ему надо было как-то выделиться, хотя говорили, что когда он был в Институте Красной профессуры, он был тихим человеком. Я думаю, что это желание выделиться, прославиться, использовать конъюнктурный момент. Действительно, он попал, что называется, в яблочко. Идёт кровопролитная война, а люди пишут о том значении, какое имеет немецкая классическая философия.
Ф. Х. Кессиди писал:
Хотя Белецким было опубликовано всего три-четыре статьи, однако это не помешало ему оказать значительное влияние на судьбы советской философии 40-50-х гг., стать «возмутителем» спокойствия, прослыть «вульгаризатором марксизма» и не быть, тем не менее, подвергнутым остракизму, преследованиям, а, напротив, пользоваться поддержкой ЦК и Политбюро партии. Достаточно сказать, что по инициативе Белецкого в 1944 было принято Постановление ЦК ВКП (б) по III тому «Истории философии», посвящённому главным образом немецкой классической философии. Более того, Белецкий оказался единственным советским философом, осмелившимся подвергнуть негласной критике некоторые идеи Ленина и Энгельса и перенести центр внимания с изучения истории философии на марксизм. Возникновение последнего он расценивал как «революционный переворот в философии». По его словам, «не с вершины истории философии можно понять марксизм, а, наоборот, лишь с точка зрения марксизма можно понять и объяснить всю прошлую философию»(Вопросы философии 1947. № 1. С. 318—319). Отсюда вывод: философия марксизма как теоретическое выражение коренных интересов трудящихся не может быть (как предполагал Ленин) продолжением, «синтезом предшествующих философских учений, а их полным, коренным преодолением» (Там же. С. 319). Исходя из того, что новые идеи возникают не из предшествующих (хотя последние и играют роль «мыслительного материала»), а из конкретно-исторических условий социальной жизни общества, Белецкий считал совершенно неприемлемым положение Ленина о том, что идеология научного социализма возникает вне рабочего движения, что она привносится в него только извне, из внеэкономической борьбы. Хотя он и политизировал философию, тем не менее явился, фактически, родоначальником социологического знания в советской философии, идеи о социальной обусловленности не только общественно-научного познания, но в некоторой степени и естественно-научного.
Вместе с тем результатом преимущественной ориентации на социальную среду и политизации философии явилась поддержка Белецким антинаучной концепции Т. Д. Лысенко о наследственности, изменчивости и видообразовании. Однако политизация философии для Белецкого вовсе не означала «увязывания» отвлечённых философских проблем с текущей политикой, как это было в обычае советских философов, а представляла собой установку на объяснение того или иного философского учения в связи со своим временем и обществом. С этой точка зрения незачем «критиковать Фалеса за то, что он за начало всего брал воду… Нельзя также критиковать Дидро за то, что его материализм не был диалектическим».(Там же. С.324). Иначе говоря, марксистский подход к истории философии он считал конкретно-историческим, а не абстрактно-телеологическим, рассматривающим прошлые учения как подготовительные ступени к современной философии, будь то философия Гегеля или Маркса.
Существо материалистической диалектики (и материалистического понимания истории) Белецкий видел в ориентации на анализ и уразумение конкретно-исторической действительности, избавляющей от навязывания последней умозрительных конструкций, всеобщих надисторических схем.
Г. С. Батыгин и И. Ф. Девятко писали: «Белецкий… вёл линию марксистского теоретического дискурса дальше, чем остальные интеллектуалы, не лукавил и не останавливался перед необходимостью вступить в борьбу с сильными мира сего. До самой смерти Белецкого его имя было сопряжено с идеей борьбы за чистоту марксизма против коллег по философскому цеху».

Доктор биологических наук, профессор В. И. Муронец вспоминал: 
В абсолютной неприкосновенности остались философы, которые 20 лет учили лысенковской агробиологии, а теперь вдруг утратили такой ясный стержень своей науки. У меня преподавали Белецкий, автор главной статьи от лица философов, громившей генетиков со страниц «Московского университета»… Белецкий помалкивал, долдонил свои мантры и студентов-аспирантов не трогал…

## Сочинения

### Книги
- Белецкий З. Я. Лекции по историческому материализму. М., 1954.

### Статьи
- Белецкий З. Я. Идейно-философские основы правого уклона // Северо-Кавказский большевик. — 1930.
- Белецкий З. Я. И. М. Сеченов и И. П. Павлов // Большевик Казахстана. — 1942. — № 11. — С. 30—35.
- Белецкий З. Я. И. М. Сеченов и И. П. Павлов — великие учёные и патриоты нашей Родины // Под знаменем марксизма. — 1942. — № 4. — С. 63—79.
- Белецкий З. Я. Фридрих Энгельс // Московский университет. — 15.12.1945.
- Белецкий З. Я. Текст выступления на дискуссии по книге Г. Ф. Александрова «История западноевропейской философии» // Вопросы философии. — 1947. — № 1. — С. 314—325.
- Белецкий З. Я. Диалектический материализм и борьба в области биологии // Вестник Московского университета. — 1948. — № 5. — С. 3—8.
- Белецкий З. Я. И. В. Сталин о базисе и надстройке и вопросы науки // Вестник Московского университета. — 1952. — № 1. — С. 59—86.